# 国吹
国吹（韓語：국뽕）是一个带有贬义的韩语词语，用来描述韩国的极端民族主义者。其中“국”在韩语中为国家的意思，“뽕”被认为来自日语“覚醒剤”（冰毒的俚语称呼），该词语字面意思为“中毒一般的民族主义”。
该词语经常用于称呼那些过度爱国，给韩国带来负面的影响的民族主义者。

## 历史
该词语首先出现在韩国网站DC Inside上，在网站上的韩国史部分，极端民族主义者为了美化韩国历史，经常提出毫无根据或者不准确的历史主张。这些说法包括“朝鲜人建立了美索不达米亚文明”，“朱元璋害怕朝鲜王朝的军队”等等，极端民族主义者还会过度向外国人询问韩国文化的问题，如“你知道PSY吗？”、“你知道泡菜吗？”许多用户认为这些行为是过度的，而且相当讽刺的是这些行为本身是对韩国的羞辱。为了嘲讽极端民族主义者，他们发明了“国吹”这个词语。并使用该词回复民族主义的发帖，比如上面提到的那些内容。
随着国吹一词的诞生，“国贬”（국까）一词也开始出现，该词与国吹意思相反，用来形容那些对韩国不自豪、不忠诚的人。用户会频繁发布“똥송합니다”，意为“生而为亚洲人，我很抱歉”，国贬也被频繁用于回复反韩发帖。

## 相关影视作品
- 太極旗飄揚
- 走進炮火中
- 軍艦島
- 仁川登陸戰
- 國際市場
- 自行車王嚴福童
- 長沙里：被遺忘的英雄們